# Närkingska
Närkingska är ett samlingsnamn på de svenska dialekter som talas i Närke, både de gamla genuina dialekterna och det regionala riksspråk som talas där i dag. Dialekterna hör till den grupp av svenska dialekter som kallas mellansvenska mål, vilket är ett övergångsområde mellan sveamål och götamål.

## Kännetecken
De närkingska dialekterna har anknytningar söderut till Östergötland, och norrut till framför allt västra Södermanland. Exempel på drag som är gemensamma för de mellansvenska målen är genomgående tungspets-r och förekomsten av "tjockt l". Ett annat gemensamt drag bortfall av slutljudande kort n, i ord som Kerstin > Kersti och i min, sin, din och en framför feminina ord (t.ex. min ko > mi ko). Andra mellansvenska drag är bortfall av -d efter vokal i slutet av ord och bortfall av -t i supinumformer av verb (hittat > hitta).
Särdrag som är specifika för Närke är bland annat det uttal av i och y som brukar kallas Viby-i. Fenomenet har fått sitt namn efter Viby socken i Närke, och innebär att vokalerna i och y samt i viss mån även e får ett slutet, dovt surrande uttal. Ljudet återfinns på Närkeslätten och i gränstrakterna mot Östergötland, där uttalet också förekommer. I östra delarna av landskapet övergår gammalt kort o i ord som folk och sova till ett mellanting mellan ö och ä, skrivet som ô. I områden nära Hjälmaren ligger uttalet närmare ä. I de västra och norra delarna av landskapet övergår o till ett uttal mellan ö och å.
I formläran har Närke -a i slutet av feminina ord i bestämd form plural (boka, 'bok') samt i slutet av neutrumord som hus (husa). När det gäller substantivböjningen av ord som i standardspråket har pluraländelsen -ar har Närkemålen ändelser på -ar eller -a i bestämd form pluralis, t.ex. hästa(r) ('hästarna'). Slutvokalens uttal är ett långt, mörkt a-ljud, vilket även gäller bestämd feminin artikel i singularis.

## Exempel på ord och uttryck
| Närkingska            | Standardsvenska                     | Exempel                   |
| --------------------- | ----------------------------------- | ------------------------- |
| cedera                | sluta med något                     |                           |
| estimera              | uppskatta något, tycka det är       |                           |
| färtjá, ver sa, firsa | jag undrar/funderar på              |                           |
| fälas                 | jäkta                               |                           |
| hascha                | halka                               | jag haschade i backen     |
| hännars               | här                                 |                           |
| ivrig                 | orolig                              |                           |
| jämte                 | bredvid                             | boken står jämte lampan   |
| kasche                | kasse                               |                           |
| sutta                 | kasta                               | sutta hit bollen          |
| bradig                | rejäl, ordentlig                    |                           |
| dutta                 | trixa eller jonglera med en fotboll | jag kan dutta med en boll |